# José dos Santos Ferreira
Pour les articles homonymes, voir Ferreira.
Œuvres principales
- Poéma di Macau (1983)

José dos Santos Ferreira, (Macao, 28 juillet 1919 - Hong Kong, 24 mars 1993) plus connu sous le nom d' Adé, est un poète et auteur-compositeur de Macao. Né d'un père portugais et d'une mère macanaise, il a été le dernier grand poète macanais à ne composer qu'en Patois macanais (créole portugais) des poèmes, des pièces de théâtre, des opéras, des livres, des émissions de radio et des opérettes.

## Œuvres
- Escandinávia, Região de Encantos Mil (1960)
- Macau sã Assi (en patois) (1968)
- Qui Nova, Chencho (en patois) (1974)
- Papiá Cristâm di Macau: Epitome de gramática comparada e vocabulário : dialecto macaense.  Macau: [s.n.] (1978)
- Bilhar e Caridade (poésies) (1982)
- Camões, Grándi na Naçám (en patois) (1982)
- Poéma di Macau (poésies, en patois) (1983)
- Macau di tempo antigo: Poesia e prosa:  dialecto macaense.  Macau: author's edition (1985).
- Nhum Vêlo (en patois) (1986)
- José Ferreira, Poéma na língu maquista [« Poésie en papier de riz »], Macau, China, Livros do Oriente, 1992 (ISBN 9-729-41810-1)
- José Ferreira, Obras Completas (6 volumes) [« Œuvres complètes »], Macau, China, Fundação Macau, 1994-1997